# Palazzo Sora
Palazzo Sora, conosciuto anche come Palazzo Fieschi Sora, è un palazzo rinascimentale che si trova a Roma in Corso Vittorio Emanuele II, nel rione Parione, e che su corso Vittorio occupa tutto l'isolato tra via Sora e  vicolo Savelli.

## Storia

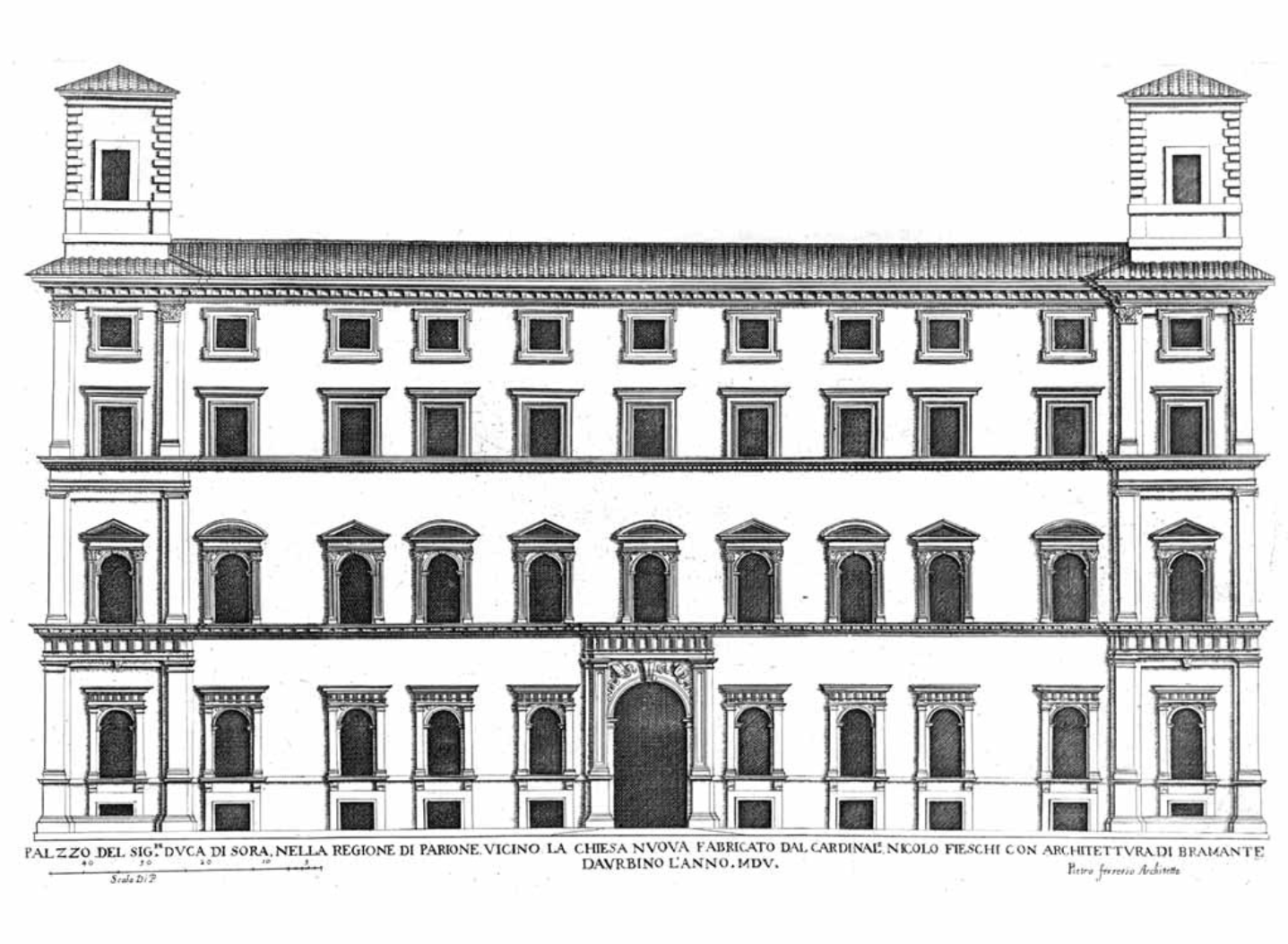
Incisione di Giovanni Battista Falda (1655), che mostra la facciata originale, demolita per la costruzione di Corso Vittorio Emanuele II.

Il Palazzo Sora fu costruito nel secolo XV per Urbano Fieschi, conte di Lavagna, in un luogo dove prima c'erano alcune residenze e una torre appartenente ai fratelli Niccolò e Antonio Savelli. Secondo Giuseppe Vasi, l'autore dell'opera sarebbe stato Donato Bramante, ma questa attribuzione è attualmente considerata errata.
Il fratello di Urbano, il cardinale Niccolò Fieschi ingrandì l'edificio che fu poi ampliato all'inizio del secolo XVI. Nel 1547 il palazzo fu acquistato dai Savelli che nel 1579 lo cedettero a papa Gregorio XIII, per il figlio, Giacomo Boncompagni, duca di Sora, che visse lì a partire dal 1585.
Da allora il palazzo fu chiamato palazzo Sora e divenne per quasi due secoli il centro di un'intensa attività intellettuale nelle sale del duca Giacomo, al cui onore Cristoforo Castelletti compose una commedia, "Le stravaganze d'amore". Nel 1711 Gian Vincenzo Gravina vi fondò l'Accademia dei Quirini, le cui adunanze proseguirono nella Foresteria di Palazzo Boncompagni duchi di Sora. 
Nel XIX secolo iniziò il decadimento: l'edificio passò allo Stato pontificio e nel 1830 fu trasformato in una caserma, ospitando dei reparti di cavalleria e poi di Zuavi pontifici. Nel 1845 ci furono avvisaglie di crollo e si dovette sottoporre la struttura ad una revisione radicale; durante i lavori furono rinvenuti due pavimenti musivi romani. Il palazzo originale aveva tre piani ed era fiancheggiato da due torri, come mostra l'incisione di Giovanni Battista Falda e la mappa di Roma di Antonio Tempesta. Nell'Ottocento, con i lavori del 1888 per l'apertura di Corso Vittorio Emanuele II, fu necessario ridurre le dimensioni dell'edificio, che fu parzialmente demolito; la facciata fu ricostruita arretrandola per far posto alla nuova strada. Furono salvati il portale e il prospetto su via Sora. La proprietà fu trasferita al comune di Roma nel 1892, e il palazzo ospitò il liceo Mamiani. Nel 1923 il liceo fu trasferito a viale delle Milizie e il palazzo fu destinato all'Istituto Tecnico Commerciale Vincenzo Gioberti.

## Descrizione
Al piano terra si apre un portale ad arco fiancheggiato da pilastri e da 10 finestre ad arco con cornici e con piccole finestre sottostanti. Il primo piano ha le finestre affiancate da lesene doriche che separano le finestre con timpano alternato curvo e triangolare (timpano). Un cornicione separa il primo piano dal secondo, che presenta finestre con una cornice semplice e un piccolo architrave, sormontate da finestre più piccole. 
Il prospetto su via Sora mantiene almeno in parte l'aspetto originario del XV secolo e ha le caratteristiche simili alla facciata di corso Vittorio, ma con otto finestre curve — la prima a sinistra trasformata in portale — al piano terra e nove al primo piano.